# Klaus-Burkhard Günther
Klaus-Burkhard Günther (* 16. August 1944 in Mölln; † 26. Februar 2024) war ein deutscher Sonderpädagoge (Schwerpunkt: Hörgeschädigtenpädagogik) und Hochschullehrer.

## Leben und Wirken
Nach seiner Reifeprüfung 1964 in Wiesbaden studierte Klaus-Burkhard Günther von 1965 bis 1971 Soziologie an der Freien Universität Berlin und legte hier 1971 die Prüfung zum Diplom-Soziologen ab. Von 1971 bis 1979 war er dann wissenschaftlicher Mitarbeiter und Dozent an der Pädagogischen Hochschule Berlin. 1979 promovierte er zum Dr. phil. an der FU Berlin. Von 1980 bis 1985 arbeitete er als wissenschaftlicher Mitarbeiter an der Pädagogischen Hochschule Heidelberg (Forschungsstelle für angewandte Sprachwissenschaft). Bis 1987 vertrat er dort einen Lehrstuhl für angewandte Sprachwissenschaft. Anschließend arbeitete er dort weiter als Habilitationsstipendiat und habilitierte sich 1990 an der Technischen Universität Berlin bei Jutta Schöler über Grundschulpädagogik. Ab 1990/91 hatte Günther dann bis 2003/04 eine Professur für Gehörlosenpädagogik an der Universität Hamburg inne. Anschließend lehrte er bis 2011 als Professor an der Humboldt-Universität zu Berlin.
In seinen Veröffentlichungen beschäftigte sich Klaus-Burkhard Günther, der selbst hörgeschädigt war, mit der Sprachdidaktik für hörgeschädigte Kinder- und Jugendliche und auch dem biligualen Unterricht. 
Der Linguist Hartmut Günther ist sein Bruder. 

## Veröffentlichungen (Auswahl)
- Probleme der sprachlichen Entwicklung bei fünf- bis siebenjährigen Kindern. Sprach- und entwicklungspsychologische Grundlegung. Beltz, Weinheim 1980, ISBN 3-407-58082-7 (= Dissertation Pädagogische Hochschule Berlin).
- Handbuch Schulanfang. Bd. 3. Beltz, Weinhein 1981, ISBN 3-407-62041-1.
- Schriftsprache bei hör-und sprachgeschädigten Kindern. Bedeutung und Funktion für Sprachaufbau und Entwicklung, dargestellt am Beispiel gehörloser Kinder (= Hörgeschädigtenpädagogik. Beiheft, Bd. 9). Groos, Heidelberg 1982, ISBN 3-87276-286-9.
- (Hrsg. mit Hartmut Günther): Schrift, Schreiben, Schriftlichkeit. Arbeiten zur Struktur, Funktion und Entwicklung schriftlicher Sprache (= Reihe Germanistische Linguistik, Bd. 49). Niemeyer, Tübingen 1983, ISBN 3-484-31049-9.
- (Mitautor): Klaus Schulte / Haben ...  haben ... haben. Sprachdidaktische Probleme bei Hörschädigung, Sprachschädigung, Zweitspracherwerb. Hilfen für das Lehren und Lernen durch Beispielanalysen, syntaktisch-semantische Klassifikationen, didaktisch-methodische Kommentierung, Erarbeitungsvorschläge (= Wissenschaftliche Beiträge aus Forschung, Lehre und Praxis zur Rehabilitation von Menschen mit Behinderungen, Bd. 30). Neckar-Verlag, Villingen-Schwenningen 1983, ISBN 3-7883-0247-X.
- (mit Hans-Christoph Strauß u. Klaus Schulte): Soziale und personale Merkmale gehörloser und schwerhöriger Jugendlicher. Aussagen zu Hörverlust, Intelligenz, Sozialstatus, Geschlecht, Erziehungsfeld, Schulerfolg (= Wissenschaftliche Beiträge aus Forschung, Lehre und Praxis zur Rehabilitation von Menschen mit Behinderungen, Bd. 31). Neckar-Verlag, Villingen-Schwenningen 1984, ISBN 3-7883-0251-8.
- (mit Hans-Christoph Strauß u. Klaus Schulte): Berufsbildung gehörloser und schwerhöriger Jugendlicher (= Wissenschaftliche Beiträge aus Forschung, Lehre und Praxis zur Rehabilitation von Menschen mit Behinderungen, Bd. 32). Neckar-Verlag, Villingen-Schwenningen 1985, ISBN 3-7883-0252-6.
- (Hrsg.): Sprachstörungen.  Probleme ihrer Diagnostik bei mentalen Retardierungen, Entwicklungsdyspasien und Aphasien. Heidelberger Verlags-Anstalt, Heidelberg 1988, ISBN 3-89149-142-5.
- (Hrsg.): Ontogenese, Entwicklungsprozeß und Störungen beim Schrifterwerb. Edition Schindele, Heidelberg 1989, ISBN 3-89149-131-X.
- Vergleich der symbolisch visuellen Wahrnehmungs- und visomotorischen Produktionsfähigkeit von sprachentwicklungsgestörten, gehörlosen und nichtbehinderten Kindern (VIS) (= Arbeiten zur Sprachanalyse, Bd. 20). Lang, Frankfurt/M. 1994, ISBN 3-631-47030-4 (= Habilitationsschrift Technische Universität Berlin).
- (mit Angela Staab): Bilingualer Unterricht mit gehörlosen Grundschülern. Zwischenbericht zum Hamburger bilingualen Schulversuch (= Theorie & Praxis, Bd. 3). Verl. Hörgeschädigte Kinder, Hamburg 1999, ISBN 3-924055-24-6.
- Bilinguale Erziehung als Förderkonzept für gehörlose SchülerInnen. Abschlußbericht zum Hamburger Bilingualen Schulversuch (= Sozialisation, Entwicklung und Bildung Gehörloser, Bd. 1). Signum-Verlag, Seedorf/Hamburg 2004, ISBN 3-927731-96-X.
- (Hrsg., mit Johannes Hennies): Bilingualer Unterricht in Gebärden- , Schrift-  und Lautsprache mit hörgeschädigten SchülerInnen in der Primarstufe. Zwischenbericht zum Berliner Bilingualen Schulversuch (= Sozialisation, Entwicklung und Bildung Gehörloser, Bd. 5). Signum-Verlag, Seedorf 2011, ISBN 978-3-936675-05-4.